# 西澤道夫
西澤道夫（1921年9月1日—1977年12月18日）為日本的棒球選手，出生於東京府荏原郡大崎町。他曾效力於日本職棒中日龍等隊伍，於1959年退休，生涯通算212支全壘打。